# إده بالي

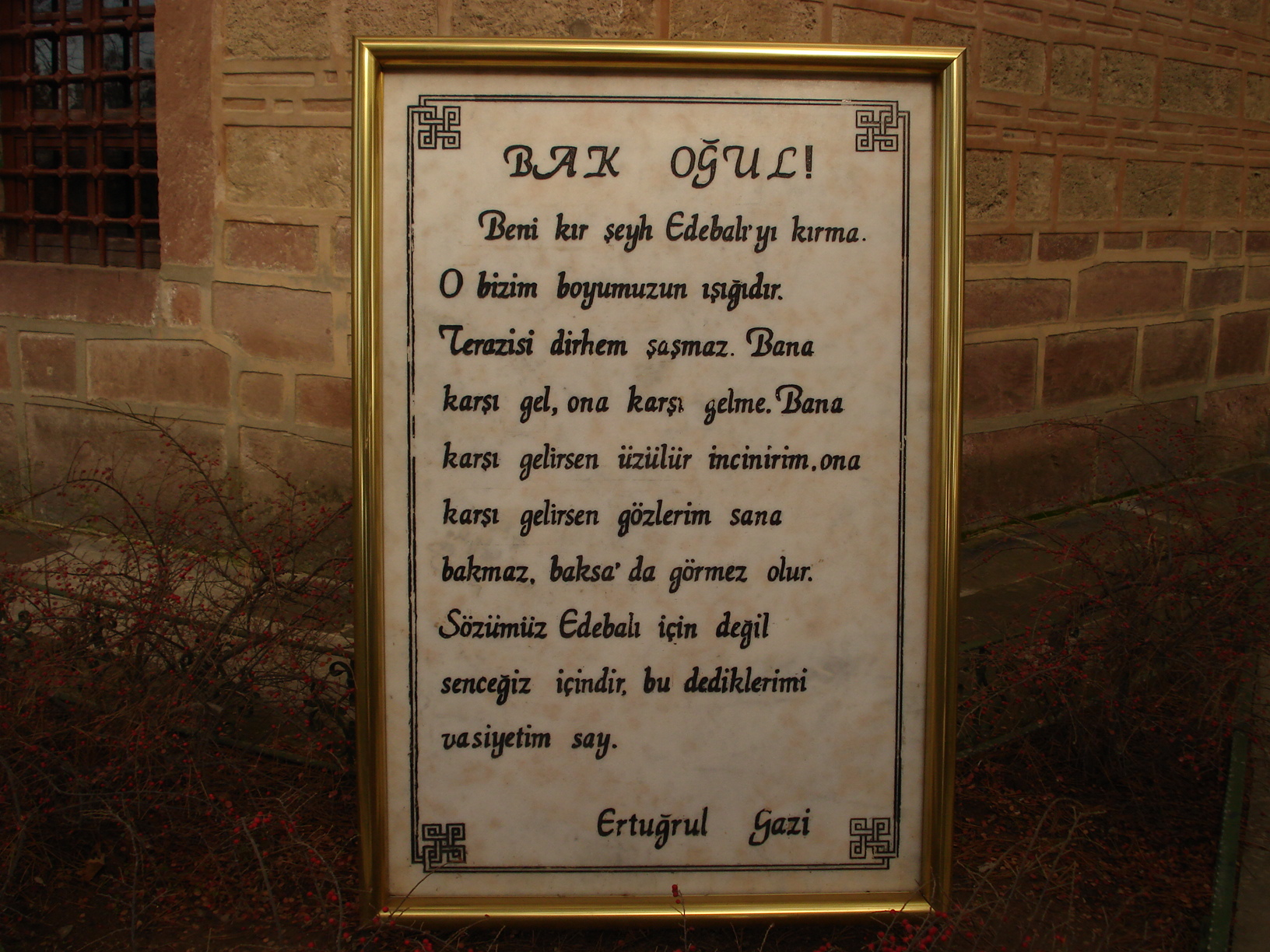
رسالة الغازي أرطغرل إلى ابنه عثمان الأول، موجودة بحديقة مقبرة الغازي أرطغرل بمدينة سكود، وفيها يحثه ويوصيه بطاعة شيخه «إده بالي».

الشَّيْخ إده بالي (او أديبالي (بالتركية: Şeyh Edebali)‏ (1206 - 1326) هو شيخ الإسلام، معلِّم السُّلْطان عثمان الأول ووالدُ زوجته رابعة بالا خاتون، وتعتقد بعض المصادر أنه والد زوجتهِ عثمان الأخرى مال خاتون أيضًا. ويعد المُؤَسِّس الرُّوحِي للدولة العثمانية. ويعد الشيخ إده بالي أول قاضي ومفتي عثماني، فقد التقى بالعديد من فقهاء تلك الفترة وتلقى دروسًا منهم ودرب العديد من الطلاب، وكان أحد طلابه الرائدين، درسون فقيه.

## وصية أرطغرل لعثمان بالشيخ إده بالي
كان الشيخ «إده بالي» صديقا مقربا من أرطغرل غازي زعيم قبيلة القايي، وكانت بينهما حوارات حول الإسلام وأحوال المسلمين في الأناضول. حلّ الشيخ «إده بالي» ضيفا على أرطغرل غازي مرات عديدة، وقد عَهِدَ أرطغرل بابنه عثمان إلى الشيخ إده بالي، وكان من نسل بني تميم، كي يعلمه ويرشده طوال حياته ويربيه معنوياً، فكان عثمان يذهب إلى شيخه دائمًا باستمرار ويسأله الدعاء. 

## صفاته
اتصّف الشَّيْخ إده بالي بالزهد والورع، كما كانت له بصيره روحانية قبل بصيرته الاعتيادية، وكان أحد الزعماء الأتراك في القرن الثاني عشر، كان وجوده بالفترة الانتقاليّة من الدولة السلجوقيّة إلى الدولة العثمانيّة.

## علمه
تعلم الشيخ إده بالي في دمشق، وتعلم على يد أكبر الشيوخ مثل “جمال الدين الحصيري” و “صدر الدين سليمان” وكان فقيهًا على “المذهب الحنبلي”، رجع من دمشق وكان آنذاك من أشهر العلماء في الشريعة الإسلاميّة والحديث النبوي، يعتبرالأب الروحي للدولة العثمانيّة، وكان له أكبر الأثر في تاريخ الأتراك والمسلمين.

## وصية أرطغرل
أوصى أرطغرل غازي ابنه عثمان بوصية طويلة قيّمة، يحثه فيها بضرورة الاهتمام بأولياء الله من العلماء وبخاصة شيخه إده بالي، وهناك جزء صغير من تلك الوصية مكتوب الآن عند قبر أرطغرل وهو الجزء الذي يحثه فيه على عدم عصيان الشيخ. تزوج السلطان عثمان الأول من رابعة بالا خاتون ابنة الشيخ إده بالي.
| الترجمة العربية                                           | النص بالتركية الحديثة                                            |
| --------------------------------------------------------- | ---------------------------------------------------------------- |
| انظر يا بني !                                             | ! Bak oğul                                                       |
| يمكنك أن تؤذيني، ولكن لا تؤذ الشيخ "إده بالي" !           | ! Beni kır, Şeyh Edabili'yi kırma.                               |
| فهو النور لعشيرتنا. ولا يُخطئ ميزانه قدر درهم !            | ! O, bizim boynumuzun ışığıdır. Terazisi dirhem şaşmaz           |
| كن ضدي ولا تكن ضده... فإنك لو كنت ضدي سأحزن وأتأذى        | Bana karşı gel ona gelme... Bana karşı gelirsen üzülür incinirim |
| أما لو كنت ضده فإن عينيّ لن تنظر إليك. وإن نظرتا فلن ترياك | ona karşı gelirsen gözlerim sana bakmaz. Baksa da görmez olur    |
| إن كلماتي ليست من أجل الشيخ "إده بالي"، بل هي من أجلك أنت | Sözümüz Edebali için değil, şenceğiz içindir                     |
| ولتعتبر مقالتي هذه وصية لك                                | Bu dediklerimi vasiyetim say                                     |

## دفنه
يعد مكان دفن الشيخ أدي بالي من أهم الموروثات والمعالم التاريخية في مدينة بيلجيك. يقع في المنطقة الجبلية فوق مسجد أورهان غازي. إلى جانب قبر الشيخ اديبالي، هناك ستة توابيت كبيرة وأربعة توابيت صغيرة من جيل الشيخ في المقبرة. هناك غرفتان أخريان.  تم تجديده في عهد السلطان عبد الحميد ولاحقا عام 2012. بجوار القبر، يوجد قبر آخر، يعتقد أنه تم بناؤه في نفس الوقت، ويحتوي على توابيت بالا خاتون زوجة عثمان بن أرطغرل ووالدتها.

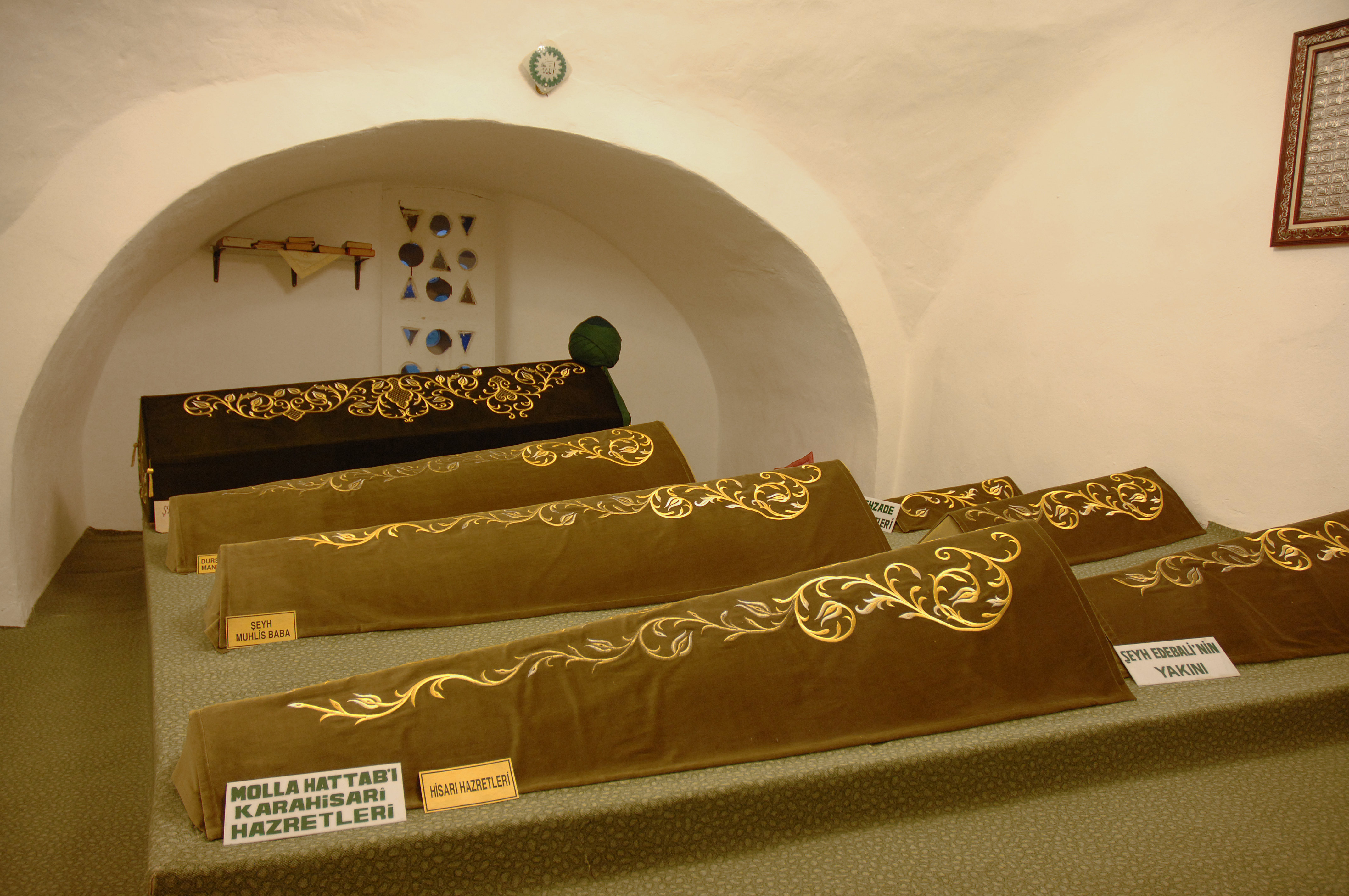
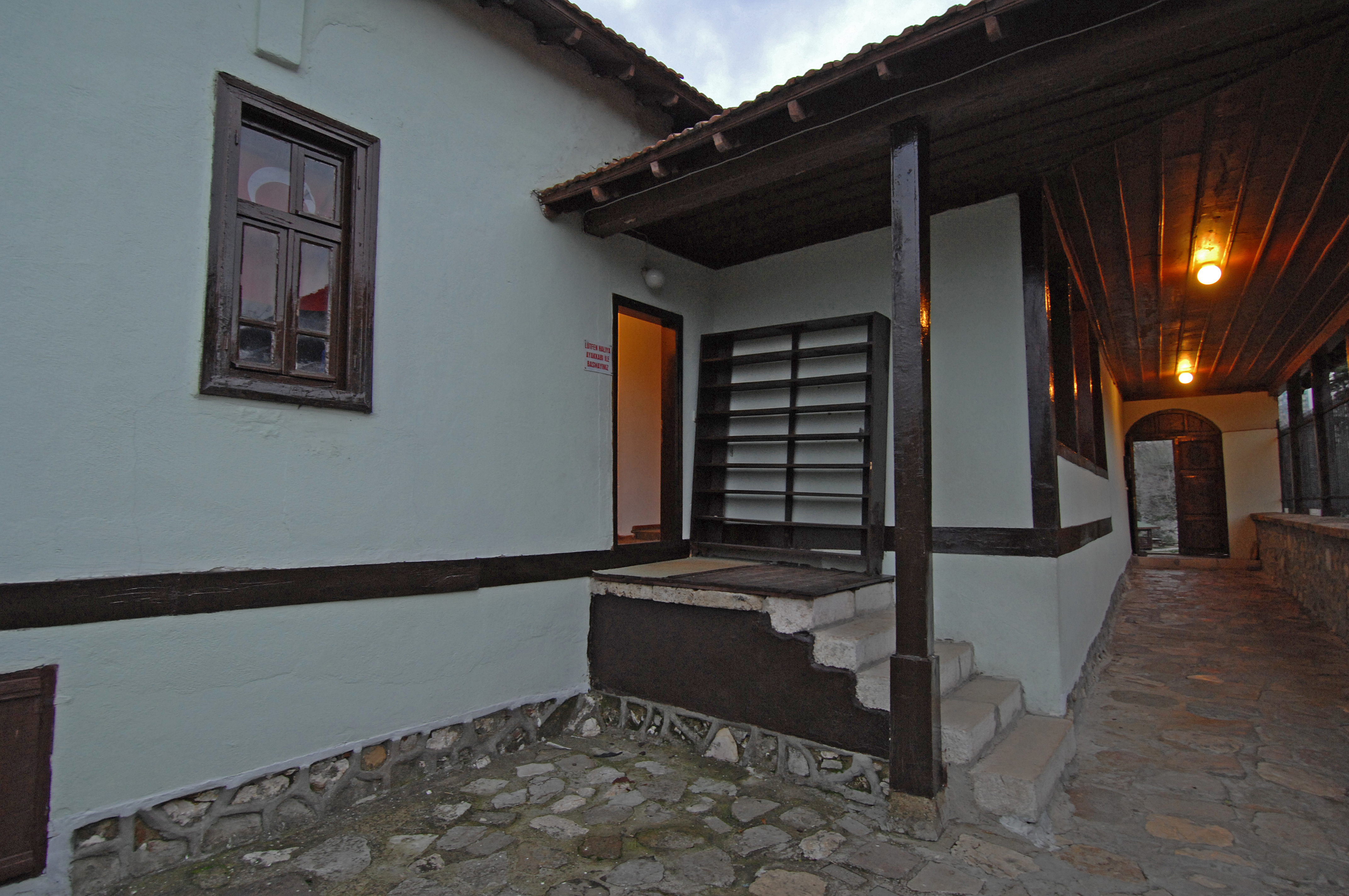
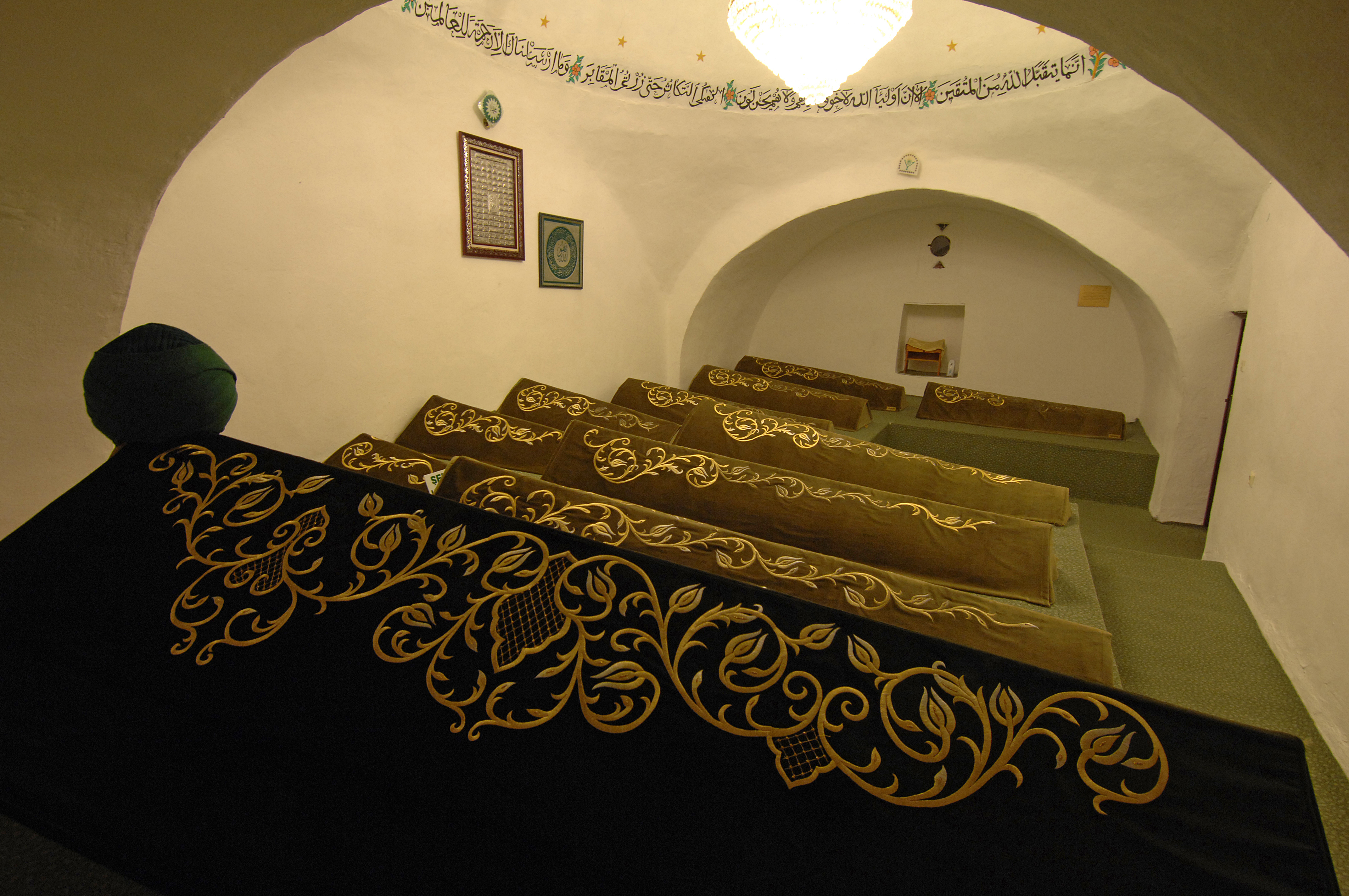
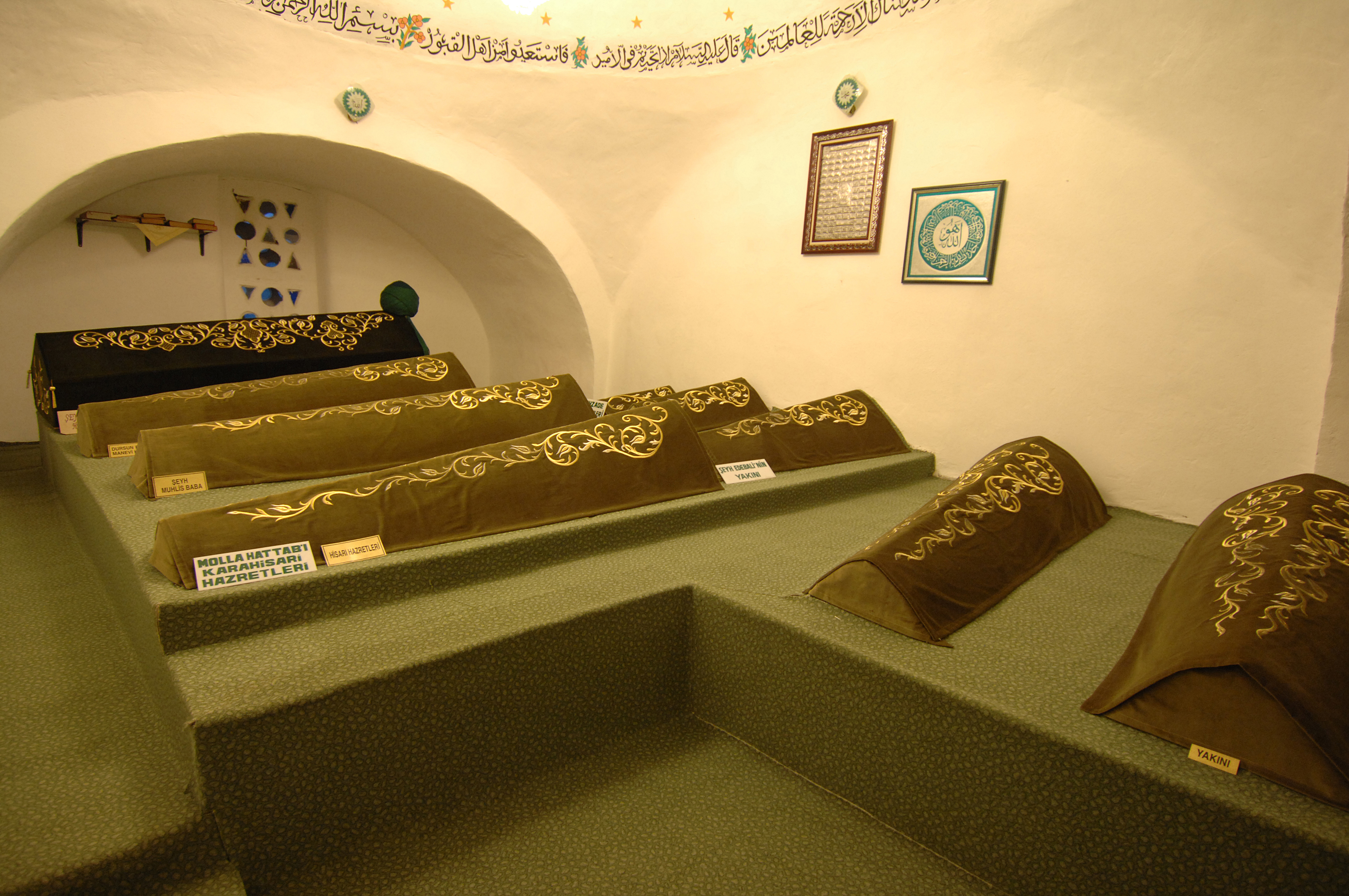
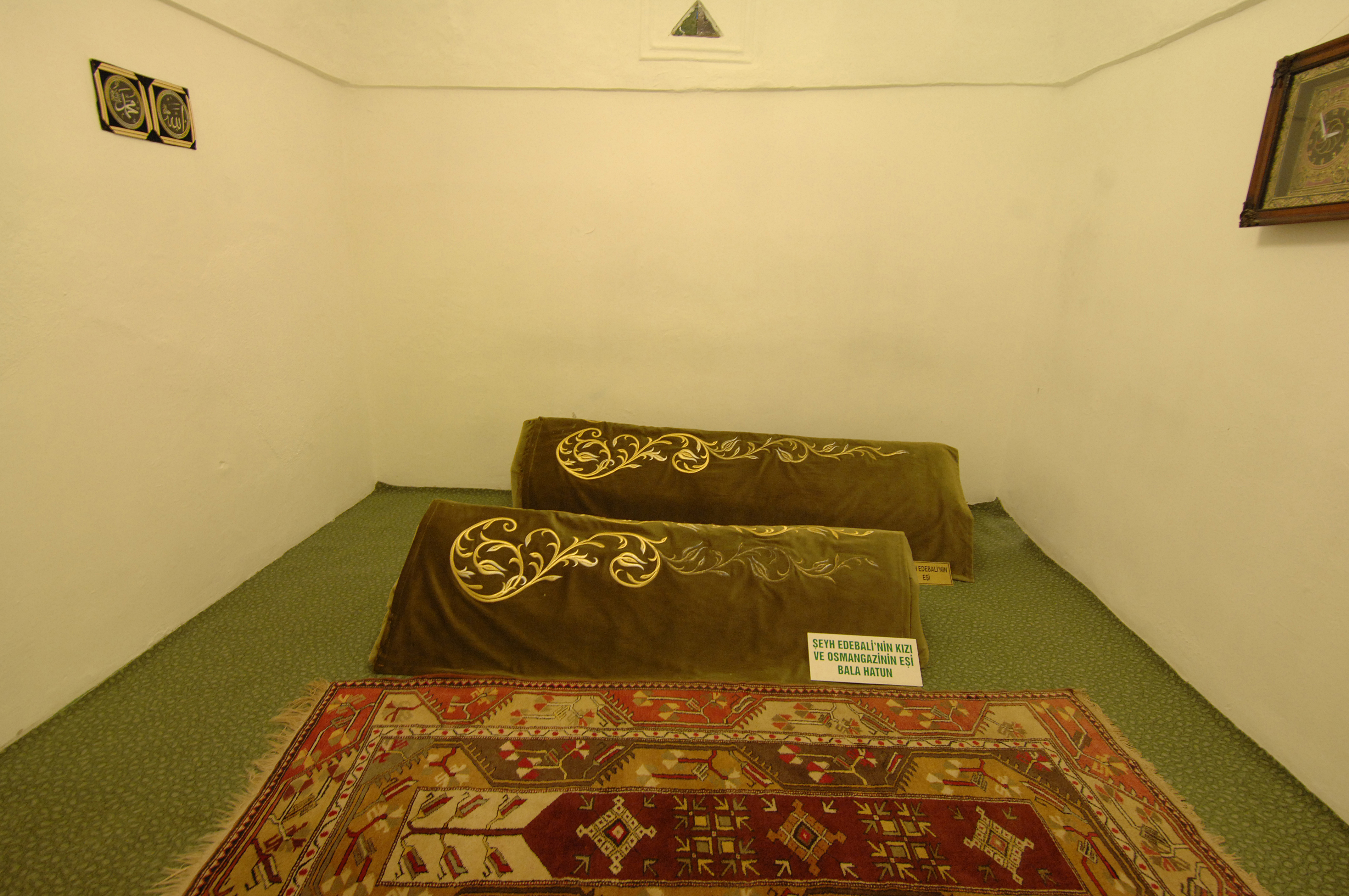
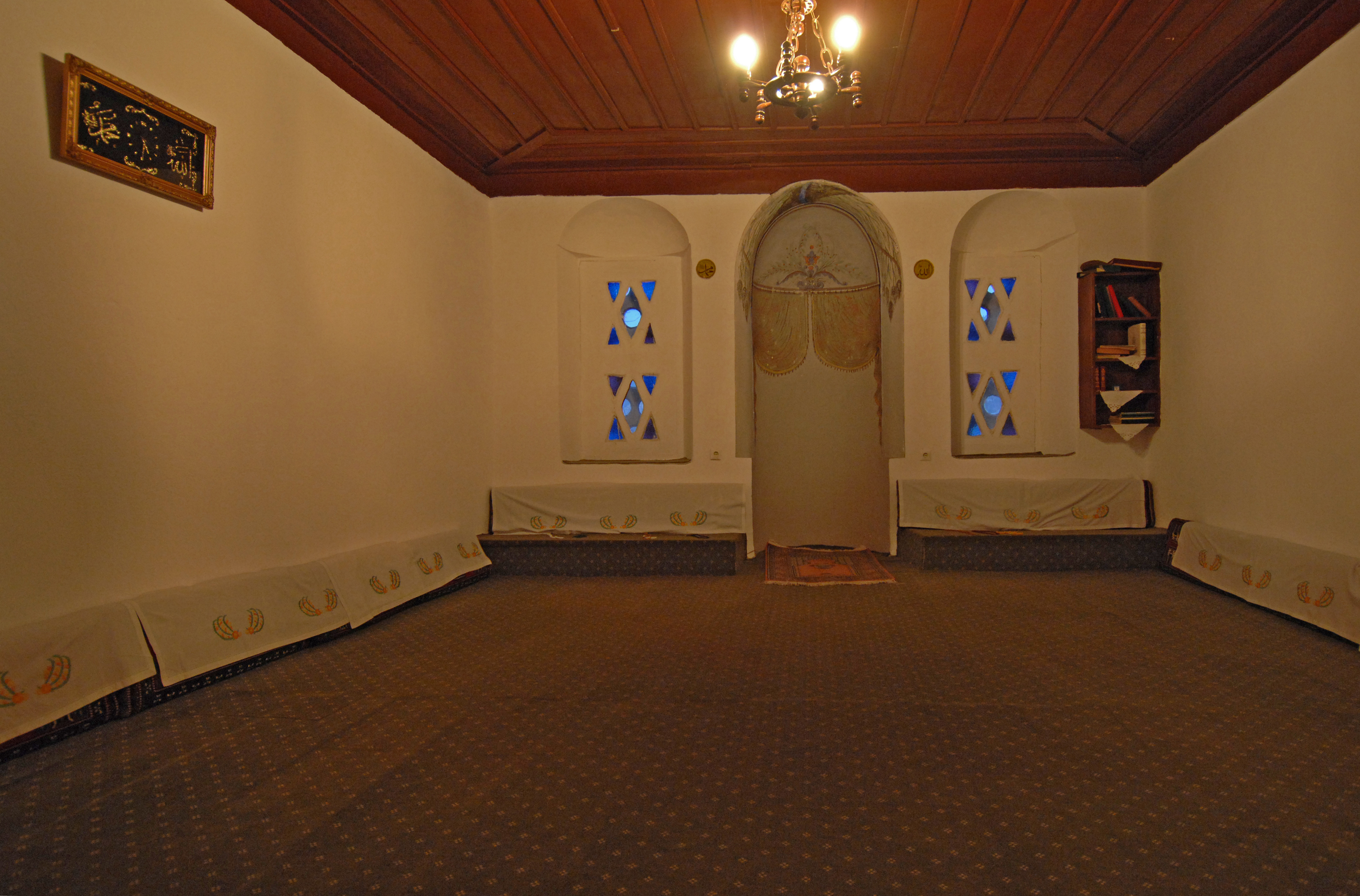
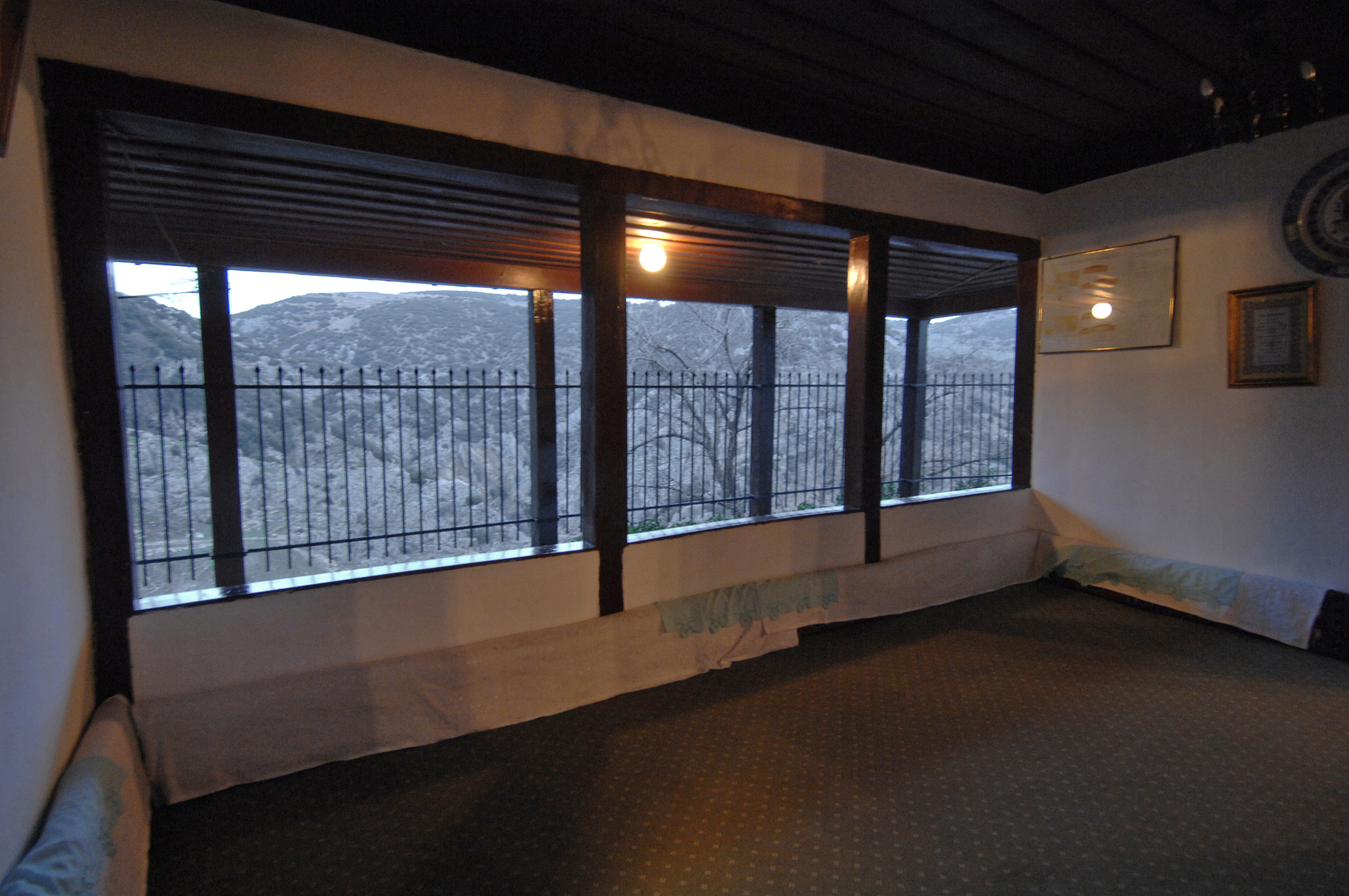
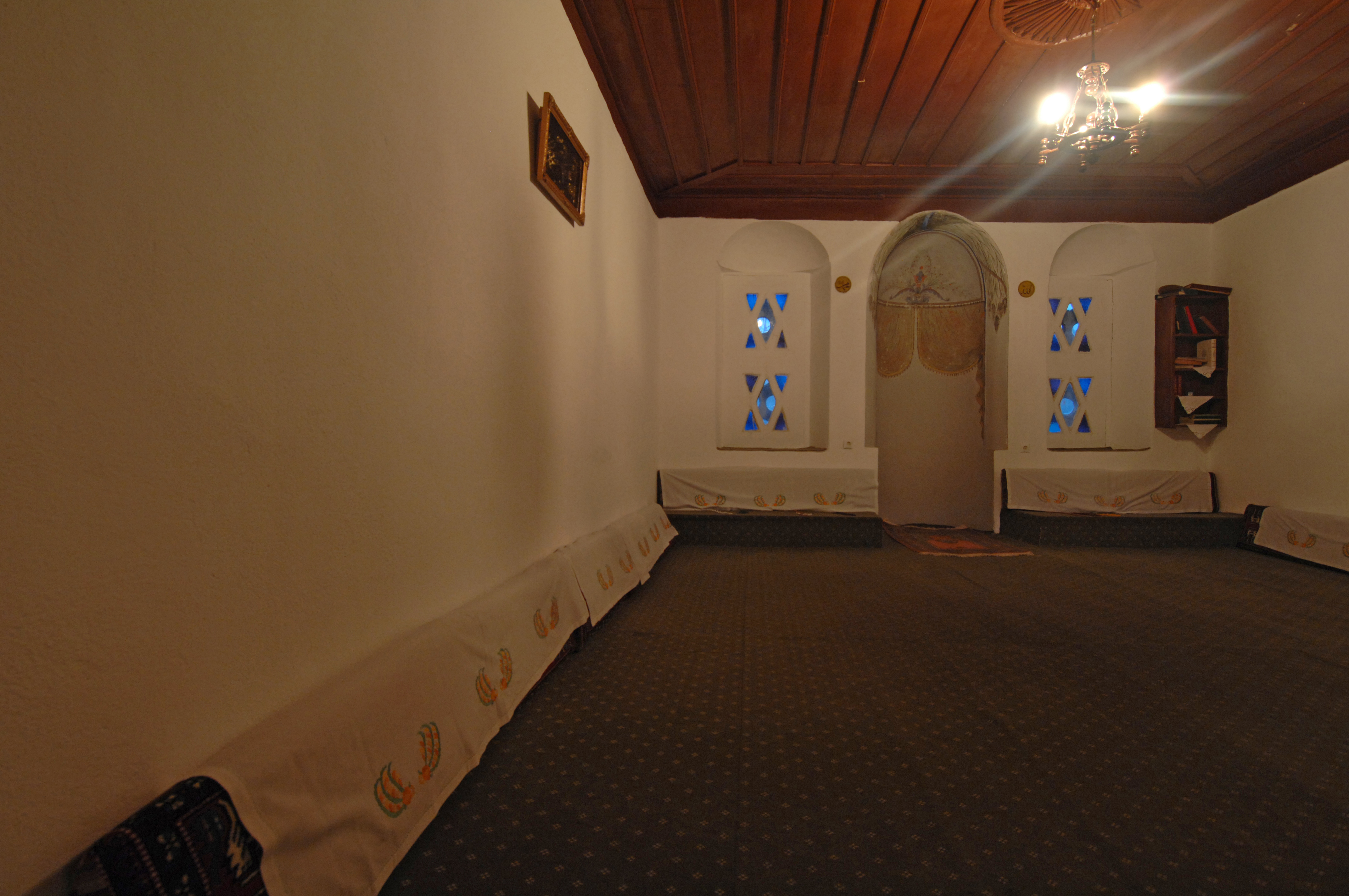
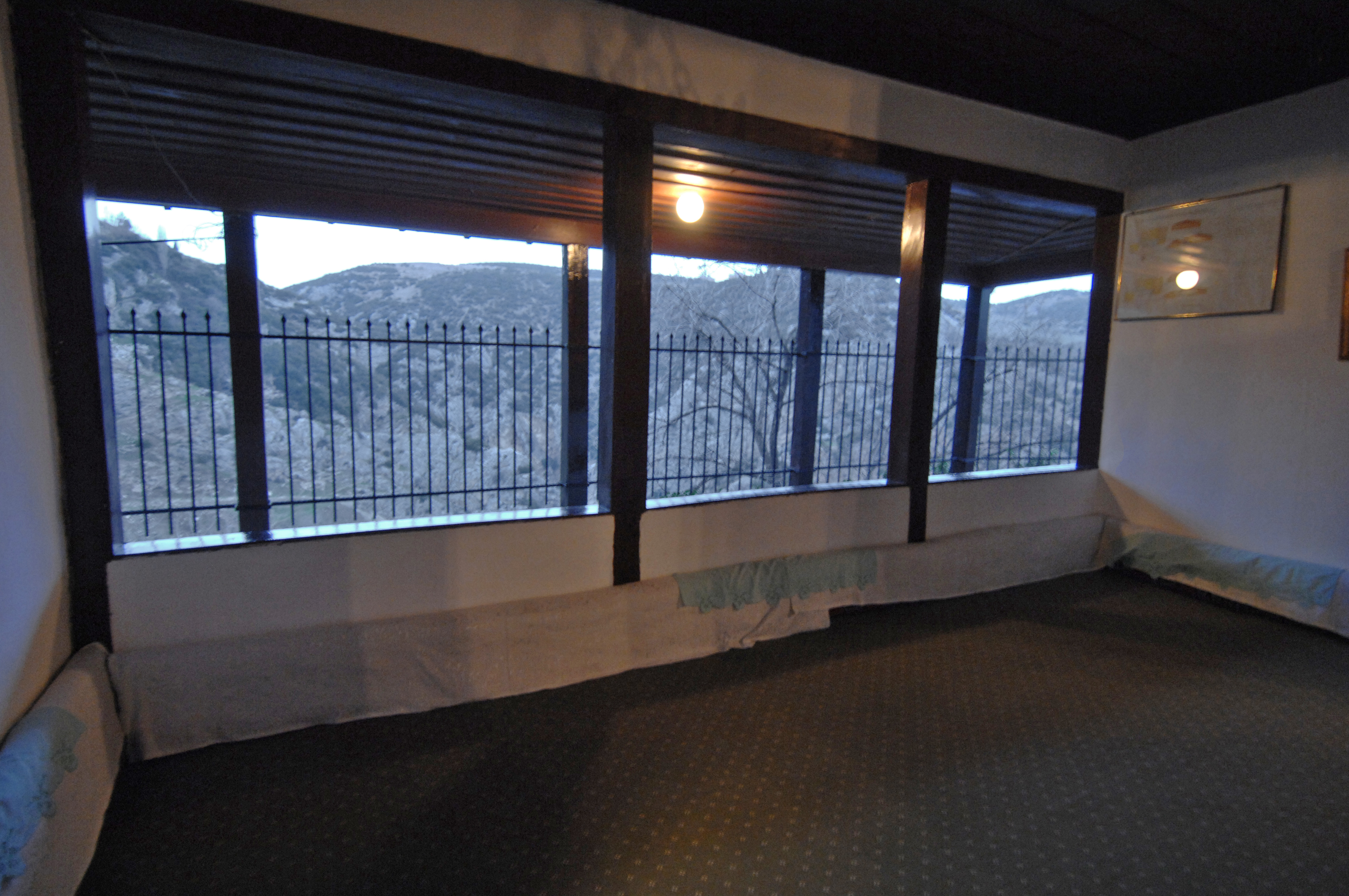

## في الثقافة الشعبية
تم تصوير الشيخ اديبالي في عدد من الاعمال التلفزيونية منها:
- المؤسس :1299 (1988)
- قيامة أرطغرل (2014-2019)
- المؤسس عثمان (2019 - حتى الآن)[11] حيث قام بدوره (Seda Yıldız)